# Dang Ye-seo

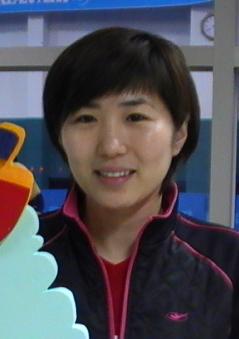
Dang Ye-seo (2009)

Dang Ye-seo (당예서) (Changchun, 27 april 1981) is een als Tang Na (唐娜) in China geboren tafeltennisspeelster. Zij komt sinds 2008 internationaal uit voor Zuid-Korea, waarvoor ze samen met Kim Kyung-ah en Park Mi-young een bronzen medaille won in het toernooi voor vrouwenteams op de Olympische Zomerspelen 2008. De rechtshandige speelster komt vanaf het seizoen 2009/10 uit in de European Champions League voor het Nederlandse Li-Ning/MF Services Heerlen, als vervangster van de afbouwende Lin Ling.
Ye-seo bereikte in juni 2009 haar hoogste positie op de ITTF-wereldranglijst, toen ze daarop vijftiende stond.

## Sportieve loopbaan
Ye-seo maakte haar debuut in het internationale (senioren)circuit in 2008, waarin ze verscheen op de Azië Cup (achtste), de Olympische Spelen (laatste 32) en met de Zuid-Koreaanse vrouwenploeg op het wereldkampioenschap voor landenploegen (elfde). Dat jaar speelde de geboren Chinese tevens zowel haar eerste enkel- als dubbelspeltoernooien op de ITTF Pro Tour.

Ye-seo won op het Belarus Open 2009 zowel haar eerste enkel- als dubbelspeltitel op de Pro Tour. Eerst won ze samen met landgenote Park Young-sook de dubbelfinale door het Nederlandse duo Linda Creemers/Carla Nouwen met 4-0 te verslaan. In de enkelspelfinale versloeg ze diezelfde dag de voor Frankrijk uitkomende Li Xue eveneens met 4-0.

## Belangrijkste resultaten
- Brons ploegentoernooi Olympische Zomerspelen 2008
- Kwartfinale enkelspel wereldkampioenschappen 2009

ITTF Pro Tour:
Enkelspel:
- Winnares Belarus Open 2009

Dubbelspel:
- Winnares Belarus Open 2009 (met Park Young-sook)

## Trivia
- Ye-seo versloeg in de achtste finale van de wereldkampioenschappen 2009 de zeven posities hoger op de wereldranglijst staande Li Jiao, met ingang van het seizoen 2009/10 haar ploeggenote bij Li-Ning/MF Services Heerlen. Een ronde eerder verraste ze ook al door haar landgenote en nummer acht van de wereld Kim Kyung-ah uit te schakelen.